# Popolari-UDEUR
La Unió de Demòcrates per Europa (en italià: Unione Democrati per l'Europa, UDEUR) és un partit polític italià de centre d'inspiració democristiana, fundat el 1999 per Clemente Mastella amb la intenció de constituir un partit democristià amb antics membres del CCD. El 2000 col·laborà amb les coalicions l'Unione i l'Ulivo fins al 2008, quan la caiguda del govern Prodi va afectar judicialment Mastella i la seva esposa, Sandra Lonarda, presidenta del Consell Regional de Campània. No ha participat en posteriors eleccions.

## Història
Fou creat el 23 de maig de 1999 arran de la Unió Democràtica per la República, projecte polític inspirat en Francesco Cossiga per a crear una alternativa centrista i continuar el govern després de la caiguda de Prodi. Se li uniren els Cristians Demòcrates per la República, escissió del CDR, però Cristians Democràtics Units (CDU) passaren a la coalició de centredreta. Se li uniren Cossiga i Irene Pivetti. Es presentà a les eleccions europees de 1999 i va obtenir l'1,6% dels vots (6% al sud d'Itàlia). Amb aquest resultat pretenien ser l'equivalent de la Lliga Nord de Bossi al Mezzogiorno, però sense connotacions separatistes.
Es coalitza amb l'Ulivo de Massimo D'Alema a les eleccions regionals italianes de 2000 i obté un total de l'1,5% (però 7% a Campània i 7,4% a Basilicata). A les legislatives de 2001 forma part de La Margherita amb el PPI i I Democratici, dins la coalició l'Ulivo de Francesco Rutelli. Obté el 14,5%, el que suposa 80 diputats si 43 senadors. Però quan la Margherita intenta constituir-se en partit polític únic (juliol de 2002) l'UDEUR no s'hi afegeix i passa al grup mixt amb 6 diputats i 4 senadors, 
A les eleccions europees de 2004 es presenta com Alleanza Popolare-UDEUR i rep l'adhesió de Mino Martinazzoli, obté 1,3% i un escó (Paolo Cirino Pomicino). Però poc després Martinazzoli deixa el partit i Cirino és expulsat.
A les eleccions regionals italianes de 2005 es presenta dins l'Unione com a Popolari-UDEUR i reclama la presidència de Campània, Pulla o Calàbria. Després d'un estira-i-arronsa, li és reconegut estatut de partit dins la coalició i obté l'1,5% dels vots (7,5% al sud) i la presidència de la Campània per a Sandra Lonardo. Alhora, els seus 6 diputats augmenten a 14 (li venen 5 de Forza Italia, 2 de la Margherita i 1 d'UDC) i un senador nou (FI). Mastella pretén aleshores presenta la seva candidatura a presidir la coalició a les primàries de 2005, però només obté 4,5% (Prodi el 74,1% i Bertinotti el 14,7%).
A les eleccions legislatives italianes de 2006 es presenta dins l'Ulivo i obté l'1,4% i li corresponen 14 diputats i 3 senadors. Mastella és nomenat ministre de justícia i Marco Verzaschi sotsecretari de defensa. Maruo Fabris és cap de Grup a la Cambra dels Diputats, i els senadors passen al grup mixt, on Stefano Cusumano en serà vicepresident.
El 2007 participa en el projecte de Federació Democristiana, per a reconstituir el partit, i a les administratives arriba a acodrs amb el Partit dels Romanesos d'Itàlia per a incloure'n a les llistes. El 16 de gener de 2008 la presidenta de Campània, Sandra Lonardo, és arrestada amb altres dirigents del partit a Campània. Poc després Mastella dimiteix irrevocablement i el 28 de gener UDEUR abandona la coalició com a protesta per la reforma del sistema electoral i vota contra el govern Prodi. Això provocarà la dimissió del govern i la convocatòria de les noves eleccions, així com nombroses desercions. Stefano Cusumano marxa al PD.
Mastella cerca un acord amb el Poble de la Llibertat, però Berlusconi no el respectà; després de fracassar les converses amb Unió del Centre, decideix no presentar-se a eleccions legislatives italianes de 2008. Enrico Boselli oferí Mastella anar dins les llistes del Partit Socialista, però aquest rebutja.
L'abandó de la coalició provoca escissions. El grup de la província de Matera funda Popolari Uniti; Rosa Mastrosimone, consellera regional de la Pulla i Basilicata, funda Aliança Demòcrates del Centre. A Campània, 4 consellers regionals i l'alcalde de Benevento deixen el partit i funden Populars Demòcrates. Tomasso Barbato ingressa al Moviment per l'Autonomia, i Mauro Fabris passa al Poble de la Llibertat. Antonio Satta marxa a la Federació de Cristians Populars.

## Resultats electorals

### Parlament italià
| Any  | Líder             | Vots               | %                  | Diputats | +/− | Vots          | %            | Senadors | +/- |
| ---- | ----------------- | ------------------ | ------------------ | -------- | --- | ------------- | ------------ | -------- | --- |
| 2001 | Clemente Mastella | Dins La Margherita | Dins La Margherita | 7 / 630  | Nou | Dins L'Ulivo  | Dins L'Ulivo | 4 / 315  | Nou |
| 2006 | Clemente Mastella | 534,088 (11è)      | 1.4                | 10 / 630 | 3   | 477,226 (11è) | 1.4          | 3 / 315  | 1   |

### Parlament Europeu
| Any  | Líder             | Vots              | %                 | Escons | +/− |
| ---- | ----------------- | ----------------- | ----------------- | ------ | --- |
| 1999 | Clemente Mastella | 498,742 (14è)     | 1.6               | 1 / 87 | Nou |
| 2004 | Clemente Mastella | 419,173 (12è)     | 1.3               | 1 / 78 | =   |
| 2009 | Clemente Mastella | Dins del PdL      | Dins del PdL      | 1 / 72 | =   |
| 2014 | Clemente Mastella | Dins Forza Italia | Dins Forza Italia | 0 / 73 | 1   |

## Secretari
- Clemente Mastella, 1999-